# Phường 16, Quận 4
Phường 16 là một phường cũ thuộc Quận 4, Thành phố Hồ Chí Minh, Việt Nam.
Phường 16 có diện tích 0,33 km², dân số năm 2021 là 19.774 người,  mật độ dân số đạt 59.921 người/km².